# Сан-Джорджо-ін-Боско
Сан-Джорджо-ін-Боско (італ. San Giorgio in Bosco, вен. San Giorgio in Bosco) — муніципалітет в Італії, у регіоні Венето, провінція Падуя.
Сан-Джорджо-ін-Боско розташований на відстані близько 420 км на північ від Рима, 45 км на захід від Венеції, 21 км на північ від Падуї.
Населення — 6281 особа (2014).
Щорічний фестиваль відбувається 23 квітня. Покровитель — святий Юрій.

## Демографія
Населення за роками:

Станом на 1 січня 2023 року в муніципалітеті офіційно проживало 560 іноземців з 41 країни, серед них 303 громадяни країн Євросоюзу та 13 громадян України.

## Сусідні муніципалітети
- Кампо-Сан-Мартіно
- Читтаделла
- Фонтаніва
- Гранторто
- П'яццола-суль-Брента
- Томболо
- Вілла-дель-Конте